# San Felices de Buelna
San Felices de Buelna – gmina w Hiszpanii, w prowincji Kantabria, w Kantabrii, o powierzchni 36,24 km². W 2011 roku gmina liczyła 2355 mieszkańców.